# The Clark Sisters
The Clark Sisters, grupo estadounidense de góspel formado por las cinco hermanas Elbernita "Twinkie" Clark, Jacky Clark Chisholm, Dorinda Clark Cole, Denise y Karen Clark Sheard.   Formó parte también del grupo Denise Clark Bradford. Son hijas de la directora de coros Dr. Mattie Moss Clark. Son consideradas como unas de las pioneras del góspel contemporáneo.

## Biografía
Nacieron y crecieron en Detroit. Comenzaron a cantar a una edad muy temprana y a finales de los '60 ya formaban parte de coros góspel, a veces cantando canciones compuestas y arregladas por su madre en la Iglesia de Dios en Cristo. Poco después su madre pondría al mando de las hermanas a Elbernita "Twinkie", que pasaría a escribir y dirigir a la banda. El grupo fue fundado en 1973 y grabaron su primer disco, Jesus Has A Lot to Give, en Billmo Records, propiedad de su tío.
Un año después editaron Dr. Mattie Moss Clark Presents The Clark Sisters, y el grupo comenzó a cobrar popularidad en Míchigan. En 1974 habían firmado ya con Sound of Gospel Records, donde lanzaron Unworthy, Count It All Joy y He Gave Me Nothing to Lose. Pero no sería hasta comienzos de los '80 cuando comenzaron a ser un fenómeno.  El éxito les llegó en 1980 con Is My Living In Vain, un álbum en directo que ocupó las listas de góspel más de un año.
En 1981 llegó un gran hit con You Brought the Sunshine, y un año después Sincerely y los sencillos "Name It And Claim It" y "World". Tras esto Denise abandonó el grupo, pasando a ser un cuarteto.  Después de cuatro años sin editar un álbum, en 1986 editaron Heart & Soul, nominado a los Grammy y ya en una nueva discográfica. a él le siguieron otros dos álbumes.
En 1992, Twinkie lanzó un álbum en solitario "Comin' home", y en 1994 el resto de hermanas lanzaron Miracle como trío bajo la producción de Bebe Winans. En 1995 moría su madre de diabetes, y Twinkie continuaba su carrera en solitario, a la vez que grababa algunos temas con sus hermanas. 
Karen debutó en solitario en 1997 con Finally Karen.  Las otras dos hermanas esperaron a 2002 y 2004 para lanzar álbumes en solitario. 
El 8 de julio de 2006 hacían una grabación en Texas en directo, titulada One Last Time.
En abril de 2020, una película sobre el grupo, The Clark Sisters: First Ladies of Gospel, se emitió en Lifetime con una audiencia de 2,7 millones de espectadores.

## "The Clark Sound"
The Clark Sisters son reconocidas por su estilo vocal único, denominado como "The Clark Sound". Dirigidas por Twinkie mezclan melismas, fondos de garganta, riffs, giros y squalls. Jakie tiene voz equivalente a un tenor y una genial profundidad vocal, Dorinda funciona como alto con un estilo más jazz haciendo scats y riffs, Karen es soprano y mantiene unas altas tesituras, así como un amplio registro; y Twinkie es conocida como "heart of Clarks" porque crea los temas, las melodías, las letras y la producción; y su voz se amolda a lo necesario en cada melodía.

## Discografía
| Año  | Título                                           | Discográfica    | Notas |
| 1973 | Jesus has a lot to give                          | Billmo          |       |
| 1974 | Dr. Mattie Moss Clark presents The Clark Sisters | Billmo          |       |
| 1976 | Unworthy                                         | Sound of Gospel |       |
| 1978 | Count it all joy                                 | Sound of Gospel |       |
| 1978 | New Dimensions of Christmas Carols               | Sound of Gospel |       |
| 1979 | He gave me nothing to lose                       | Sound of Gospel |       |
| 1980 | Is my living in vain                             | Sound of Gospel |       |
| 1981 | You brought the sunshine                         | Sound of Gospel |       |
| 1982 | Sincerely                                        | New Birth       |       |
| 1986 | Best                                             | Spirit & Truth  |       |
| 1986 | Heart & Soul                                     | Word            |       |
| 1988 | Conqueror                                        | Word            |       |
| 1989 | Bring it back home                               | Word            |       |
| 1994 | Miracle                                          | Sparrow         |       |
| 2007 | Live, One last time                              | EMI Gospel      |       |